# Alex Konanykhin

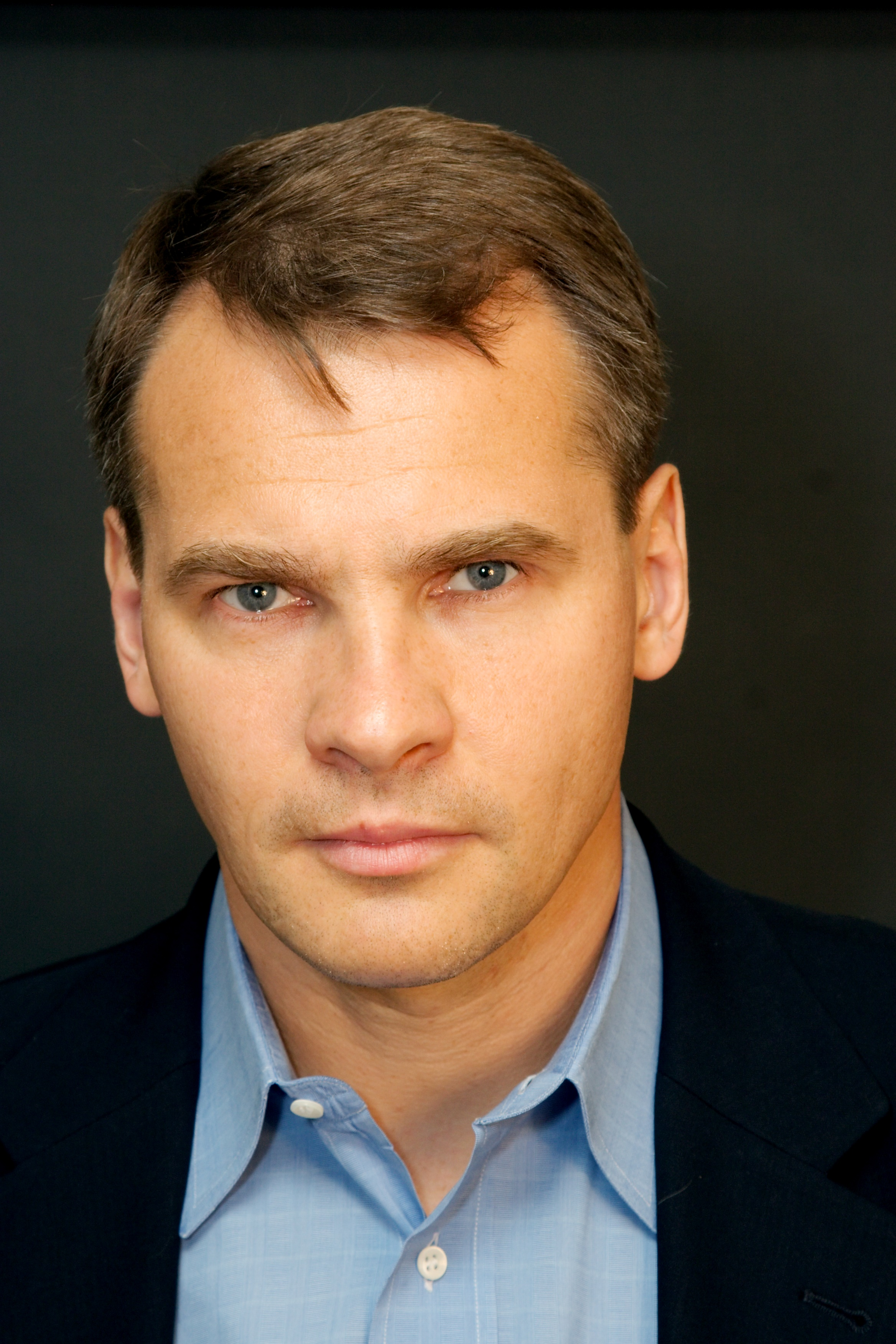
Alex Konanykhin

Alexander Pavlovitch Konanykhin (russisch Александр Павлович Конаны́хин/Alexander Pawlowitsch Konanychin; * 25. September 1966) ist einer der ersten Bankiers des postsowjetischen Russlands und amerikanischer Unternehmer.

## Kindheit und Jugend
Konanykhin beendete 1983 die Schule Nr. 33 in der Stadt Jaroslawl und besuchte wie zuvor auch sein älterer Bruder Juri die Fakultät für Aerophysik und Weltraumforschung am Moskauer Physikalisch-Technischen Institut (MFTI). Ab Herbst 1985 hatte er auf dem Bau einen Nebenjob. Er gründete seine eigene Brigade und war kommerziell erfolgreich (nach eigenen Angaben verdiente er im ersten Sommer 22.000 Rubel).
1986 geriet Konanykhin erstmals in Konflikt mit den sowjetischen und später russischen Machthabern. Wegen seiner erfolgreichen kommerziellen Tätigkeit (offiziell „wegen der nicht leistungsgerechten Verteilung von Geldmitteln“) wurde er 1986 aus dem Kommunistischen Jugendverband der Sowjetunion ausgeschlossen.

## Kommerzielle und politische Tätigkeit in Russland
1986 organisierte Konanykhin das Kooperativ «Schilemstroi», für das 1991 nach eigenen Angaben ca. 600 Mitarbeiter arbeiteten. 1990 wurde er einer der ersten Broker, der eine Stelle in der gerade eröffneten Börse erhielt. Ab 1991 leitete Alex Konanykhin die Allrussische Börsenbank (WBB), über die die Hälfte aller Devisengeschäfte im Lande lief. Er finanzierte die Wahlkampagne von Boris Jelzin für die Deputate des Obersten Sowjets der RSFSR. Sein Vermögen wurde zu dieser Zeit auf 300 Millionen Dollar geschätzt. 1992 wurde Konanykhin in Budapest von früheren KGB-Mitarbeitern als Geisel genommen. 1993 gründete Konanykhin die European Union Bank (EUB). Nach eigenen Angaben gründete er die EUB zusammen mit Michail Chodorkowski. Die EUB war die Tochterfirma von "Menatep", dessen Vize-Präsident Konanykhin war und an dessen Leitung er sich bis 1996 beteiligte.

## Politisches Asyl in den Vereinigten Staaten
1996 kam Konanykhin aufgrund von Anschuldigungen, die von russischen Machthabern erhoben wurden in den Vereinigten Staaten ins Gefängnis. 1997 wurde er freigesprochen und freigelassen, 1999 wurden ihm 100.000 Dollar als Entschädigung ausgezahlt und politisches Asyl gewährt.
Am 21. November 2003 entzog das Berufungskollegium für Immigrationsangelegenheiten der USA Konanykhin den Status des politischen Flüchtlings. Begründet wurde dies damit, dass „keinerlei Beweise bestehen würden, dass die Regierung Russlands einen Strafprozess als Instrument der politischen Verfolgung nutze“. Konanykhin legte Berufung ein. Im März 2004 wurde der Fall gegen Konanykhin als unrechtmäßig aufgeworfen beendet. Der Richter des Föderalen Immigrationsgerichtes in der Stadt Alexandria John Briant führte am 18. September 2007 aus, dass im Falle der Deportation nach Russland Konanykhin „tödliche Gefahr“ drohe, weil er ein „offener Gegner der Präsidenten Jelzin und Putin“ sei.
Nach 15 Jahren in den Vereinigten Staaten, davon 15 Monaten in Gefängnissen und sechs Verhandlungen in Bundes- und Immigrationsgerichten, erhielt Konanykhin politisches Asyl in den USA.
2009 erschien der Thriller The Hunted, der de facto auf der Biographie von Konanykhin basiert. Das Buch wurde von Brian Haig verfasst, dem Sohn des früheren US-Außenministers Alexander Haig. Der Roman war der Frau von Konanykhin, Elena, gewidmet, die kurz vor Erscheinen des Buches gestorben war.

## Amerikanischer Unternehmer
Eine der ersten amerikanischen Firmen, die von Konanykhin gegründet wurden, war die amerikanische Tochterfirma der Moskauer Werbeagentur Greatis.
1999 gründete Konanykhin die Firma KMGI.com, die sich mit dem Verkauf von Software und neuen Werbetechnologien betätigt. Bis 2003 hatte die Firma bereits zweihundert Mitarbeiter und das Büro befand sich im Empire State Building. Geschäftspartner der Firma KMGI ist Konanykhins Ehefrau Silvina, die frühere Vizepräsidentin der Firma Visa in den USA.
2011 gründete Konanykhin die Firma TransparentBusiness und den gleichnamigen Service, der sich mit dem Management und der Kontrolle von Fernarbeitern betätigt. Im Jahr 2014 war die Firma ein Mitglied von einem staatlichen Programm, die angeblich ca. 100.000 neue Arbeitsplätze schaffen könnte.

## Privates
Anfang März 2022 setzte er nach dem russischen Überfall auf die Ukraine ein Kopfgeld in Höhe von einer Million Dollar aus. Er sprach direkt russische Offiziere damit an, damit sie „entsprechend der verfassungsmäßigen Pflicht Putin als einen Kriegsverbrecher unter russischem und internationalem Recht“ tot oder lebendig festnehmen, zusätzlich belohnt werden würden. Der Post wurde noch am selben Tag von Facebook gelöscht.

## Bücher
- Defiance: How to Succeed in Business Despite Being Hounded by the FBI, the KGB, the INS, the Department of Homeland Security, the Department of Justice, Interpol, and Mafia Hitmen Renaissance Publishing, 2006. ISBN 978-0972737708[11][12]